# Heliconius fumata
Heliconius fumata är en fjärilsart som beskrevs av Heinrich Neustetter 1926. Heliconius fumata ingår i släktet Heliconius och familjen praktfjärilar. Inga underarter finns listade i Catalogue of Life.